# Dominik Leyh
Dominik Leyh (* 9. August 1989 in Rotenburg an der Fulda) ist ein deutscher Politiker (CDU). Seit 2024 ist er Abgeordneter im Hessischen Landtag.

## Leben und Beruf
Nach seinem Abitur 2009 an der Geschwister-Scholl-Schule in Melsungen, studierte Leyh Politikwissenschaften und Anglistik auf Gymnasiallehramt. Anschließend erhielt er einen Lehrauftrag an der Reichspräsident-Friedrich-Ebert-Schule in Homberg (Erze), bevor er ab 2019 als Nordhessenreferent und Leiter des Nordhessenbüros der CDU/CSU-Bundestagsfraktion, Landesgruppe Hessen arbeitete.
Leyh ist verheiratet und Vater zweier Söhne.

## Partei
Leyh ist Stellvertretender Kreisvorsitzender der CDU Schwalm-Eder. Zuvor hatte er verschiedene Positionen innerhalb der CDU und der Jungen Union inne.

## Abgeordneter
Dominik Leyh kandidierte erstmals bei der Landtagswahl am 8. Oktober 2023 als Direktkandidat der CDU Hessen im Wahlkreis 07 - Schwalm-Eder I für den hessischen Landtag. Dabei setzte er sich knapp gegen den langjährig direktgewählten Landtagsabgeordneten Günter Rudolph (SPD) durch und konnte so erstmals den Wahlkreis für die CDU gewinnen.
Er ist Mitglied der Ausschusses für Landwirtschaft und Umwelt sowie des Unterausschusses für Finanzcontrolling und Verwaltungssteuerung. Außerdem ist er Sprecher für Naturschutz, Jagdpolitik und Umweltpolitik seiner Fraktion. Zudem fungiert er als Beauftragter der CDU-Fraktion für die Bundeswehr in Hessen.